# Синегуб Валентин Костянтинович
Валентин Синегуб (1877 — не раніше 1960) — полковник 10-го уланського Одеського полку, герой Першої світової війни, учасник Білого руху.

## Життєпис
Православний.
Закінчив Петрівський Полтавський кадетський корпус (1895) та Миколаївське кавалерійське училище (1897), звідки був випущений корнетом до 29-го драгунського Одеського полку. Призначений у поручики 15 березня 1901 року, в штабс-ротмістри — 1 вересня 1904 року. Закінчив курс Офіцерської кавалерійської школи «успішно». Призначений у ротмістри 15 липня 1912 року.
У Першу світову війну вступив до лав 10-го уланського Одеського полку. Наданий Георгіївською зброєю
|  | За те, що в бою 8-го серпня 1914 року, на чолі ескадрону, відважно кинувшись на переважаючі сили кінноти супротивника, подолав її, спонукавши до втечі, чим і сприяв захопленню своєю дивізією артилерії і полонених. |

Призначений підполковником 15 лютого 1915 «за відмінності у справах проти ворога», у полковники — 26 січня 1917 року. Наприкінці 1917 року був призначений командиром 10-го гусарського Інгерманландського полку, а в лютому 1918 року, в умовах розвалу фронту, з групою офіцерів полку виїхав до Чугуєва, взявши з собою штандарт. Влітку 1918 перебував в Охтирці, тоді ж було вбито його батьків.
У Громадянську війну в Росії брав участь у Білому русі у складі Північно-Західної армії, куди був зарахований з 1 червня 1919 року. У серпні 1919 року — командир 1-го ескадрону стрілецького дивізіону 2-го полку Лівенської дивізії, у грудні — командир 1-го ескадрону стрілецького дивізіону 5-ї піхотної дивізії. У 1920 році — в Російській армії, евакуювався з Криму на кораблі «Лазарєв».
В еміграції у Югославії. 1921 року — командир дивізіону Миколаївського кавалерійського училища. Проживав у Земуні, служив у югославській армії. Помер до 1965 року.

## Нагороди
- Орден Святого Станіслава 3 ст. (ВП 2.02.1908)
- Орден Святої Анни 3 ст. (ВП 10.05.1912)
- Орден Святого Станіслава 2 ст. з мечами (ВП 23.01.1915)
- Георгіївська зброя (ВП 9.03.1915)
- Орден Святого Володимира 4 ст. з мечами та бантом (ВП 17.03.1915)
- Орден Святої Анни 2 ст. з мечами (ВП 16.05.1916)